# Argus As 410
Argus As 410 byl německý vzduchem chlazený letecký invertní dvanáctiválcový vidlicový motor V12 vyráběný firmou Argus Motoren od roku 1938.

## Vznik a vývoj
Vývoj byl zahájen v roce 1936 a dokončen v 1938. Později z něj byl vyvinut motor Argus As 411, který patřil spolu s motorem Argus As 410 mezi poslední letecké motory s karburátorem, které byly v Německu do roku 1945 vyvinuty. V průběhu II. světové války byl vyráběn v továrně Walter v Praze Jinonicích, která po osvobození pokračovala ve výrobě tohoto motoru pod označením Walter M-410. Za období 1943-1948 bylo v Jinonicích vyrobeno 3150 kusů. Několik desítek těchto motorů bylo dodáno do Švýcarska, kde byly v letech 1948 až 1950 instalovány do sériových cvičných letounů Pilatus P-2. Několik jich létá (vyřazen z vojenské služby 1981, Švýcarské vzdušné síly) v omezeném civilním provozu dodnes.
Motor patřil do kategorie invertních dvanáctiválců o zdvihovém objemu válců 12 litrů (mj. dále Hirth 512, Walter Minor 12). Tento motor s kompresorem a odpérovaným čelním reduktorem, o nominálním výkonu 400 k. s. a startovací výkonnosti 450 k. s. při obsahu válců 12 litrů, byl na konci 30. let 20. století jedním z nejlepších své kategorii.

## Popis motoru
Argus Motoren poprvé vystavil nový, velmi zajímavý dvojřadový invertní dvanáctiválec s obsahem 11 949 cm³ a se startovací výkonností 450 k. s., typ As 410 A-l na Pařížském aerosalonu v roce 1938. Byl to první německý, vzduchem chlazený kompresorový motor, který absolvoval prototypovou zkoušku podle nových předpisů, 200 hodin bez přerušení. Měl velmi kompaktní vzhled; dobře žebrované válce a zejména velmi hustě žebrované hlavy jsou tak řešeny, že vzduch neprotéká mezi hlavami kolmo k ose motoru, nýbrž šikmo pod 45°. Tvar hlav a krytů vahadel byl prý vyvinut pokusně, což je dobře pochopitelné při pohledu na tvary hlavy, polohu vahadel a kuriózně zkřížené zdvihací tyčinky. Zajímavou novinkou je satelitový reduktor s čelními koly, jehož pevné kolo je odpruženo dvěma páry spirálních zpruh. Odstředivý kompresor dodává směs do dvou jednoduchých sacích rour na vnějších stranách řad válců. Zapalování je stíněné, s jediným dvojitým magnetem Bosch. U tohoto motoru je udávána neobyčejně malá spotřeba paliva, 190—200 g/k, s./h.
Charakteristickým rysem byl žebrovaný kužel před vrtulí. Hlavy válců byly z hliníkové slitiny, kliková skříň z hořčíkové slitiny a klikový hřídel byl z vysokopevnostní oceli. Motor byl vyvinut v berlínské továrně Argus Motoren a byl významným mezníkem v historii této společnosti.

## Použití
- Arado Ar 96
- Argus Fernfeuer (zrušený projekt)
- Focke-Wulf Fw 189
- Henschel Hs 129A
- Pilatus P-2
- Siebel Si 204A
- Škoda-Kauba Sk 257

## Specifikace (Argus 410)

### Technické údaje
- Typ: Vzduchem chlazený, pístový, invertní, letadlový dvanáctiválec do V
- Vrtání: 105 mm
- Zdvih: 115 mm
- Zdvihový objem válců: 11 949 l
- Délka: 1595 mm
- Šířka: 660 mm
- Výška: 970 mm
- Suchá hmotnost: 315 kg

### Součásti
- Ventilový rozvod: výfukové a sací ventily ovládané tlačnými tyčemi a vahadly (OHV)
- Palivová soustava: karburátor
- Mazací soustava: přívod pod tlakem 2,5-10 bar z nádrže o objemu 5 l
- Chladicí soustava: Chlazení vzduchem

### Výkony
- Výkon: 465 PS (459 hp, 342 kW) při 3 100 ot./min
- Měrný výkon: 28,5 kW/l
- Kompresní poměr: 6,4:1
- Poměr výkon/hmotnost: 1,08 kW/kg